# 루이스버그 전투
루이스버그 전투(Battle of Louisbourg, 프랑스어: Siége de Louisbourg, 1758년 6월 8일 ~ 7월 26일)는 프렌치 인디언 전쟁 동안 프랑스 지배하에 있었던 루이스버그 요새를 영국이 공략한 전투이다. 따라서 영국은 세인트로렌스강에 항로를 확보했고, 이듬해 1759년 퀘벡 침공이 가능해졌다.

## 배경
영국 정부는 프랑스의 통제 하에 있는 루이스버그 요새로 인해 영국 해군이 피해없이 세인트로렌스강을 통과해서 퀘벡을 공략하기란 어렵다는 것을 인식했다. 1757년 로던 경이 이끌었던 루이스버그 원정이 강력한 프랑스 해군의 배치로 인해 무위로 돌아간 후, 윌리엄 피트가 책임지고 있던 영국은 새로운 사령관으로 다시 공략하기로 결정했다.
피트는 이 요새를 공략하는 임무를 제프리 애머스트에게 맡겼다. 애머스트의 군대에는 찰스 로렌스와 제임스 울프 그리고 에드워드 휘트모어가 있었고, 해군 작전 명령은 에드워드 보스카웬 장군에게 맡겨졌다. 공병사령관은 존 헨리 배스타이드로 1745년에 첫 공략에 참가했던 인물이었으며, 1756년 그 요새와 섬을 영국군이 긴 공략 끝에 프랑스로부터 점령했을 때 미노카 세인트 필립 요새의 공병대장이었다.
1757년에 광범위한 해군의 노력으로 프랑스의 루이스버그 방어 계획을 가지고 있었기 때문에, 툴롱에서부터 항해해 오던 프랑스 함대는 카르타헤나에서 영국군에 의해 막혔으며, 구원군은 카르타헤나 전투에서 패전했다. 이후 프랑스는 지중해로부터 루이스버그를 증강하려던 시도를 포기해야 했으며, 이것은 영국군이 루이스버그로 떠나는 것을 막을 수 있는 배가 없음을 의미했다.

## 영국군 원정
케이프브레튼 섬의 요새 도시, 루이스버그는 오스트리아 왕위 계승 전쟁 기간 중 1745년, 영국의 지지를 받은 뉴잉글랜드 식민지 병력에게 침공을 당했지만, 엑스라샤펠 조약으로 프랑스에 반환되었다. 이로써 영국의 캐나다 정복 야망이 후퇴했다. 1758년, 루이스버그에 프랑스 주둔 부대는 불과 3,000명이었지만, 그 해 이른 봄, 곧 침공할 영국의 기습에 대비하여 항구를 보호하기 위해 5척의 군함이 파견되었다. 같은 해 1758년 5월 하순, 에드워드 보스카웬 제독이 이끄는 영국 함대가 노바스코샤의 핼리팩스에서 루이스버그에 도착했다. 보스카웬과 육군 지휘관 제프리 애머스트는 상륙 계획을 짰다. 한편 루이스버그의 총사령관인 오귀스탱 드 보센리 드 드류쿨은 영국 측의 계획에 대해 알고 있었으며, 상륙 저지와, 항전을 준비했다.